# Bahnhof Mering
Der Bahnhof Mering ist der Bahnhof des Marktes Mering im schwäbischen Landkreis Aichach-Friedberg. Er liegt an der Bahnstrecke München–Augsburg und ist Ausgangspunkt der Ammerseebahn nach Weilheim. Er verfügt über vier Bahnsteiggleise an zwei Mittelbahnsteigen. Täglich bedienen den Bahnhof circa 125 Regionalzüge von Arverio Bayern und der Bayerischen Regiobahn.
Der Bahnhof Mering wurde 1840 durch die München-Augsburger Eisenbahn-Gesellschaft als Durchgangsbahnhof eröffnet. Mit der Eröffnung der Ammerseebahn 1898 wurde er zum Trennungsbahnhof, wobei die Gleisanlagen verlegt wurden. In den 1910er Jahren erhielt der Bahnhof ein neues Empfangsgebäude. Von 2003 bis 2007 wurde er vollständig umgebaut und erneuert. Neben dem Bahnhof Mering existiert im Gemeindegebiet von Mering seit 2008 der Haltepunkt Mering-St Afra an der Bahnstrecke München–Augsburg.

## Lage
Der Bahnhof liegt circa 500 Meter südwestlich des Meringer Ortskerns. Das Empfangsgebäude steht nordöstlich der Gleisanlagen an der Bahnhofsstraße und besitzt die Adresse Bahnhofstraße 4. Südöstlich des Empfangsgebäudes liegt an der Bahnhofstraße ein Busbahnhof. Auf der dem Empfangsgebäude gegenüberliegenden Bahnhofsseite befindet sich bis auf wenige Häuser keine Bebauung. Ungefähr 50 Meter von den Gleisen entfernt fließt dort die Paar, hinter der Paar befindet sich wieder ein Siedlungsgebiet. Durch eine Unterführung unterquert die Zettlerstraße südlich des Bahnhofs die Gleisanlagen, an dieser Stelle befindet sich der Abzweig der Ammerseebahn von der Bahnstrecke München–Augsburg. Nordwestlich des Bahnhofsgebäudes unterquert die Münchener Straße das Bahnhofsgelände.
Der Bahnhof Mering ist ein Trennungsbahnhof. Die Bahnstrecke München–Augsburg (VzG 5503 und VzG 5581) ist eine elektrifizierte viergleisige Hauptbahn und Hauptverkehrsachse im nationalen und internationalen Fernverkehr, die für 230 km/h ausgebaut ist. Die Ammerseebahn (VzG 5370) von Mering über Geltendorf und Dießen nach Weilheim ist eine eingleisige Hauptbahn und bis Geltendorf elektrifiziert.
Im Kursbuch 2022/23 liegt Mering an folgenden Kursbuchstrecken:
- 980: München–Mering–Augsburg–Ulm
- 985: Augsburg–Mering–Geltendorf–Dießen–Weilheim

## Geschichte

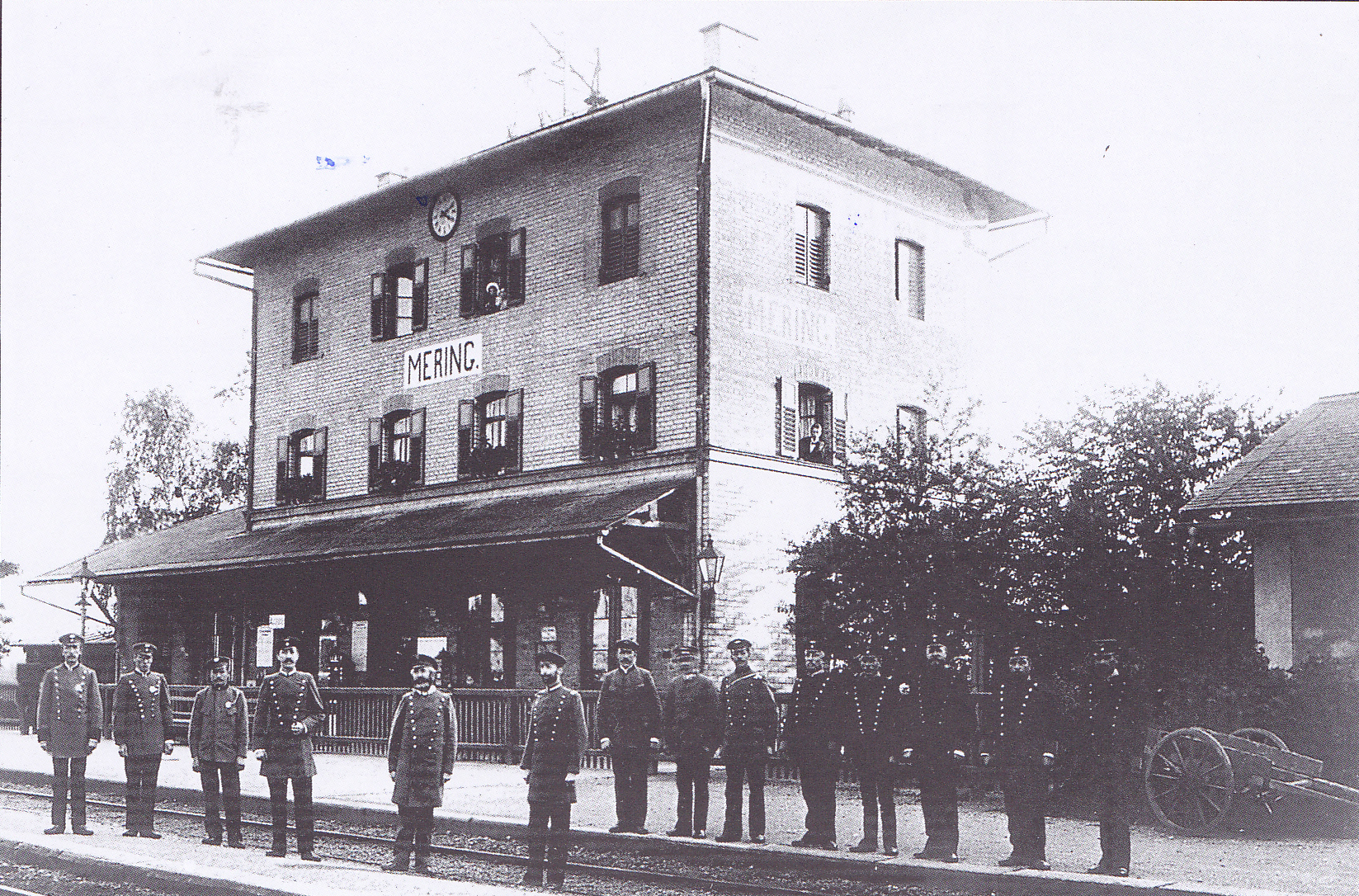
Erstes Empfangsgebäude um 1900

Am 23. Juli 1837 gründete sich die München-Augsburger Eisenbahn-Gesellschaft, die 1838 mit dem Bau der Bahnstrecke von München nach Augsburg begann. Am 4. Oktober 1840 wurde der Bahnhof Mering als Durchgangsbahnhof an der gleichzeitig eröffneten Bahnstrecke München–Augsburg in Betrieb genommen. Er erhielt ein dreigeschossiges Empfangsgebäude in Ziegelbauweise im Nordwesten der Gleise und einen dem Empfangsgebäude gegenüber gelegenen Güterschuppen. Nach der Verstaatlichung der München-Augsburger Eisenbahn-Gesellschaft im Jahr 1846 bauten die Königlich Bayerischen Staatseisenbahnen das Bahnhofsgebäude um. Beim zweigleisigen Ausbau der Strecke 1862 wurde die Gleisanlagen umgebaut.
Nachdem es bereits Anfang der 1870er-Jahre Planungen für eine Bahnstrecke von Augsburg an den Ammersee und weiter in Richtung Alpen gab, genehmigte der bayerische Staat 1886 die Projektierung der Ammerseebahn von Mering über Dießen am Ammersee nach Weilheim. Im Herbst 1896 wurde mit dem Bau der Lokalbahn begonnen. Am 30. Juni 1898 wurde die Ammerseebahn eröffnet, dadurch wurde der Bahnhof Mering zum Trennungsbahnhof und erhielt auch umfangreichere Gleisanlagen. Da die Erweiterung der Gleisanlagen am bisherigen Standort aufgrund beengter Platzverhältnisse nicht möglich war, verlegten die Bayerischen Staatsbahnen den Bahnhof nach Südosten. Durch den Bau eines zweiten Bahnsteigs wurde die Zahl der Bahnsteiggleise auf vier erhöht. Auch die Güterverkehrsanlagen wurden erweitert. Allerdings befand sich das alte Empfangsgebäude nun etwa 150 Meter von den Bahnsteigen entfernt. Daher ersetzten die Bayerischen Staatsbahnen es in den 1910er Jahren durch einen neuen Flachbau, der sich nordwestlich der Gleise näher an den Bahnhofsanlagen befand. Das alte Bahnhofsgebäude blieb als Wohnhaus erhalten. Gleichzeitig wurden zwei neue mechanische Stellwerke in Betrieb genommen. Da der von 1840 stammende Güterschuppen das Sichtfeld des Stellwerks II versperrte, wurde er abgetragen und durch eine neue Güterhalle südöstlich des neuen Empfangsgebäudes ersetzt. Dieser war mit einer Gleiswaage und einem Lademaß ausgestattet.
Am 5. Mai 1931 nahm die Deutsche Reichsbahn auf der Bahnstrecke München–Augsburg den elektrischen Betrieb auf. Ende der 1930er Jahre wurden die Bahnsteige ausgebaut und die Beleuchtung erneuert. Der bisherige beschrankte Bahnübergang der Münchener Straße im Nordwesten des Bahnhofs wurde durch eine Unterführung ersetzt.
1958 ersetzte die Deutsche Bundesbahn die mechanischen Stellwerke am Bahnhof Mering durch ein Drucktastenstellwerk. In den 1960er Jahren wurde der Bahnhof hauptsächlich im Regionalverkehr bedient, es hielten nur wenige Fernverkehrszüge. Bis zum 7. September 1970 wurde die Ammerseebahn zwischen Mering und Geltendorf elektrifiziert, um eine Umleitungsstrecke für die dicht befahrene Bahnstrecke München–Augsburg einzurichten. In den 1980er und 1990er Jahren wurden die Gleisanlagen des Güterverkehrs weitgehend zurückgebaut und auf den freiwerdenden Flächen neue Parkplätze eingerichtet. Bis zu ihrer Auflösung 1992 gab es in Mering eine Signal- und eine Bahnmeisterei. Die Bahnmeisterei war auf der Bahnstrecke München–Augsburg für den Bereich von Augsburg-Hochzoll bis Maisach, auf der Ammerseebahn bis Egling und auf der Paartalbahn von Augsburg-Hochzoll bis Hörzhausen zuständig. Mit dem Ausbau der Bahnstrecke München–Augsburg nahm die Deutsche Bundesbahn am 29. August 1993 ein elektronisches Stellwerk von Alcatel SEL in Betrieb, welches das Drucktastenstellwerk ersetzte.
Ab Herbst 2003 wurden die Gleisanlagen des Bahnhofs im Zusammenhang mit dem viergleisigen Ausbau der Bahnstrecke von München nach Augsburg umgebaut. Die Deutsche Bahn reduzierte die Anzahl der Bahnsteiggleise von fünf auf vier. Die bahnsteiglosen Gleise 1 und 2 sind nun die Fernverkehrsgleise, die beidseitig mit einer Lärmschutzwand versehen sind. Die beiden Mittelbahnsteige wurden etwas verlegt neu errichtet, sie sind nun 76 Zentimeter hoch und barrierefrei mit Aufzügen ausgestattet. Während des Umbaus wurden die letzten Güter- und Abstellanlagen entfernt. 2004 wurde das ehemalige Empfangsgebäude von 1840 abgebrochen. Seit dem 19. November 2005 ist der Bahnhof nicht mehr besetzt. Die Umbauarbeiten waren 2007 abgeschlossen.

## Aufbau

### Empfangsgebäude

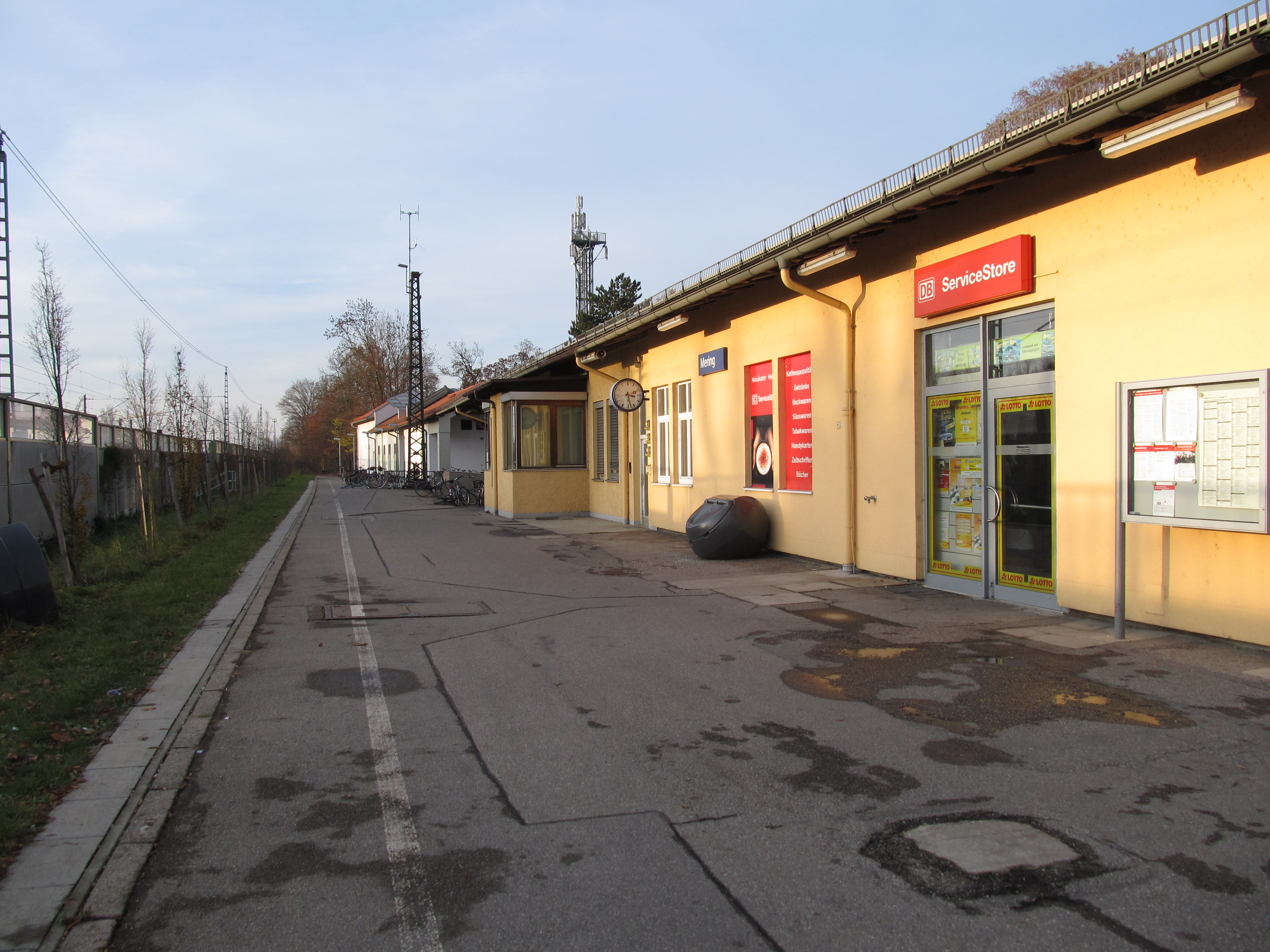
Bahnhofsgebäude vom ehemaligen Hausbahnsteig aus gesehen

Das erste Meringer Empfangsgebäude war ein dreigeschossiger Ziegelbau mit Walmdach, an den sich ein eingeschossiger Anbau mit Walmdach anschloss. Auf der Gleisseite war ein Vordach angebracht, das sich über die ganze Länge des Gebäudes erstreckte. Im Erdgeschoss befanden sich Dienst- und Warteräume, im ersten und zweiten Stock waren Wohnungen für Bahnbedienstete untergebracht. Nordwestlich des Empfangsgebäudes war ein eingeschossiges Toilettengebäude mit Satteldach vorhanden. Nach dem Ersatz durch den eingeschossigen Neubau wurde das Empfangsgebäude als Übernachtungsgebäude unter der Bezeichnung Dienstwohngebäude Nr. 40 weitergenutzt. 2004 wurde es im Zuge des Bahnhofsumbaus abgerissen.
In den 1910er Jahren errichteten die Bayerischen Staatsbahnen nordwestlich der Gleisanlagen das zweite Empfangsgebäude. Es war ein eingeschossiger langgestreckter Bau mit Satteldach. Im Gebäude befanden sich ein Warteraum mit Fahrkartenschalter, Diensträume, eine Stückgutannahme und das Befehlsstellwerk des Bahnhofs. Heute befindet sich im Empfangsgebäude ein Service Store und ein Reisezentrum der Deutschen Bahn.

### Bahnsteige und Gleisanlagen

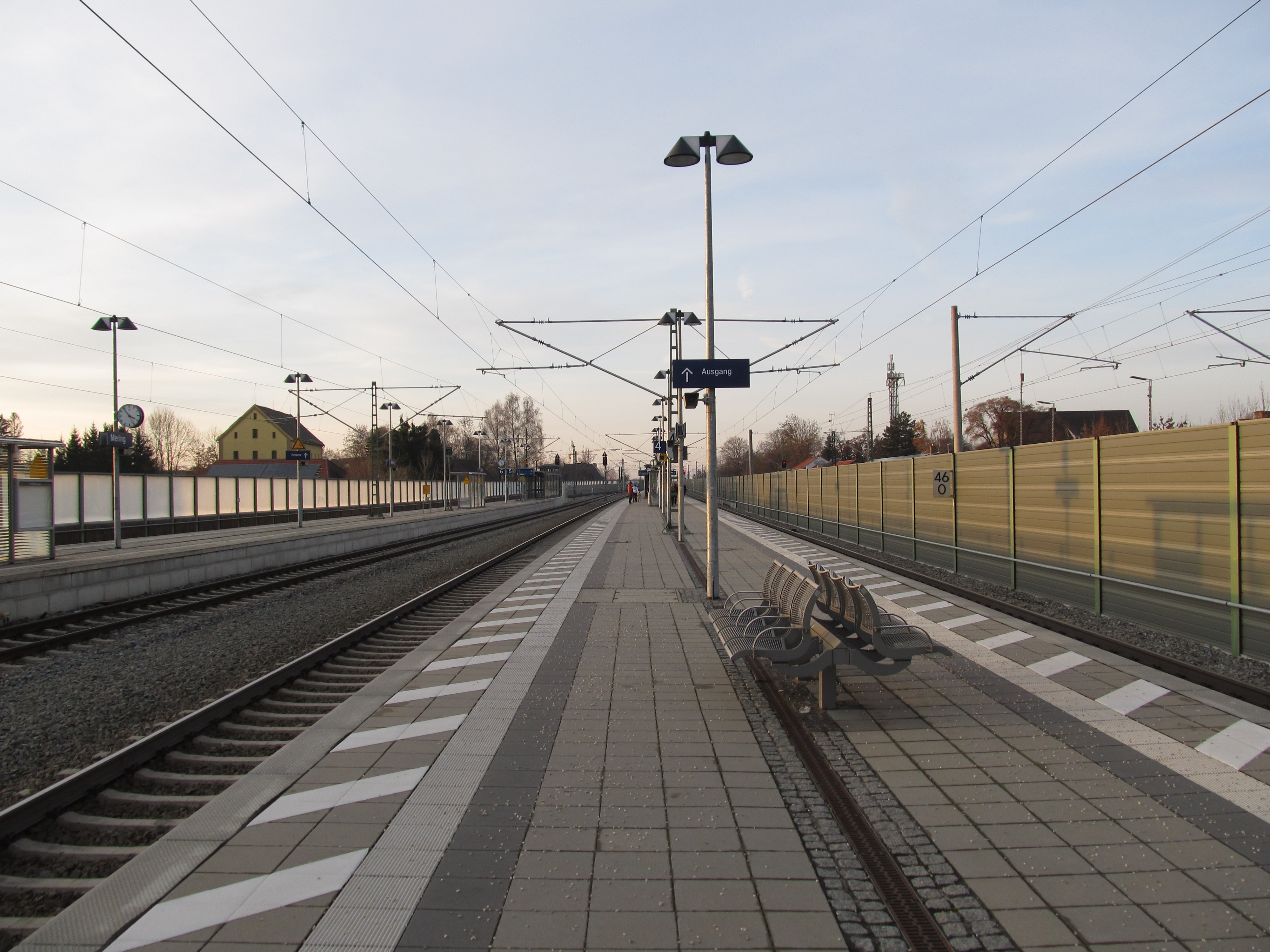
Bahnsteige

In den 1960er Jahren verfügte der Meringer Bahnhof noch über umfangreiche Gleisanlagen. Es waren fünf Bahnsteiggleise vorhanden, die an einem Hausbahnsteig und zwei Mittelbahnsteigen lagen. Die beiden Streckengleise der Bahnstrecke nach München lagen am ersten Mittelbahnsteig, die Züge der Ammerseebahn hielten am zweiten. Südöstlich der Bahnsteige befand sich ein bahnsteigloses Abstellgleis für die Züge der Ammerseebahn, außerdem gab es auf beiden Seiten des zweiten Mittelbahnsteigs insgesamt drei als Abstellgleise dienende Stumpfgleise. Südöstlich des Empfangsgebäudes befanden sich die Güterverkehrsanlagen mit zwei Ladegleisen, mehreren Stumpfgleisen, einem Güterschuppen und einer Laderampe. An die Gleise der Güterverladung war ein einständiger Kleinlokschuppen angeschlossen. In den Jahren 1963 und 1964 entstand eine Bahnsteigunterführung, welche die bisherigen höhengleichen Übergänge ersetzte. In den 1980er und 1990er Jahren wurden die Gütergleise schrittweise zurückgebaut sowie Güterschuppen, Lokschuppen und Laderampe abgebrochen.
Von Herbst 2003 bis 2007 modernisierte die Deutsche Bahn im Zuge des viergleisigen Ausbaus der Bahnstrecke München–Augsburg die Gleis- und Bahnsteiganlagen. Der Hausbahnsteig wurde außer Betrieb genommen und das bisherige Gleis 1 stillgelegt. Die bisherigen durchgehenden Hauptgleise 2 und 3, heute Gleis 1 und 2, wurden zu bahnsteiglosen Durchfahrtsgleisen für den Fernverkehr. Die beiden Mittelbahnsteige wurden abgetragen und, nach Südwesten verlegt, neu errichtet. Die DB erneuerte die Bahnsteigunterführung und stattete sie mit Aufzügen zu den Bahnsteigen und zum Empfangsgebäude aus. Der Bahnhof verfügt heute neben den beiden Durchgangsgleisen über vier Bahnsteiggleise, welche sich an zwei Mittelbahnsteigen befinden. Die Mittelbahnsteige sind barrierefrei mit Aufzügen ausgestattet und verfügen über digitale Zugzielanzeiger. Während die Bahnsteige vor dem Umbau teilweise überdacht waren, sind nun keine Bahnsteigdächer mehr vorhanden.
| Gleis | Nutzbare Länge | Bahnsteighöhe | Aktuelle Nutzung                            |
| ----- | -------------- | ------------- | ------------------------------------------- |
| 3     | 302 m          | 76 cm         | Regionalverkehr in Richtung Augsburg        |
| 4     | 302 m          | 76 cm         | Regionalverkehr in Richtung München         |
| 5     | 144 m          | 76 cm         | Bayerische Regiobahn in Richtung Augsburg   |
| 6     | 155 m          | 76 cm         | Bayerische Regiobahn in Richtung Geltendorf |

### Stellwerke
In den Anfangsjahren wurden die Weichen des Bahnhofs vor Ort durch Weichenwärter gestellt. In den 1910er Jahren nahmen die Bayerischen Staatsbahnen in Mering zwei neue mechanische Stellwerke in Betrieb. Beide dienten als Wärterstellwerke und waren in zweigeschossigen Weichentürmen untergebracht. Stellwerk I befand sich an der Bahnhofsausfahrt nach München, Stellwerk II an der Ausfahrt nach Augsburg gegenüber dem alten Empfangsgebäude. Im neuen Empfangsgebäude wurde ein Befehlsstellwerk eingerichtet.
1958 nahm die Deutsche Bundesbahn im Empfangsgebäude ein Drucktastenstellwerk der Bauart Siemens S3(2) in Betrieb, das die mechanischen Stellwerke ersetzte. Wenige Jahre später wurden die Weichentürme abgebrochen. Am 29. August 1993 ersetzte die DB das Drucktastenstellwerk durch ein elektronisches Stellwerk (ESTW) von Alcatel SEL, aus dem auf der Bahnstrecke München–Augsburg der Bereich von Kissing bis Mammendorf und auf der Ammerseebahn der Bereich bis Egling gestellt wird. Seit Dezember 2005 wird das ESTW aus München ferngesteuert.

## Verkehr

### Personenverkehr

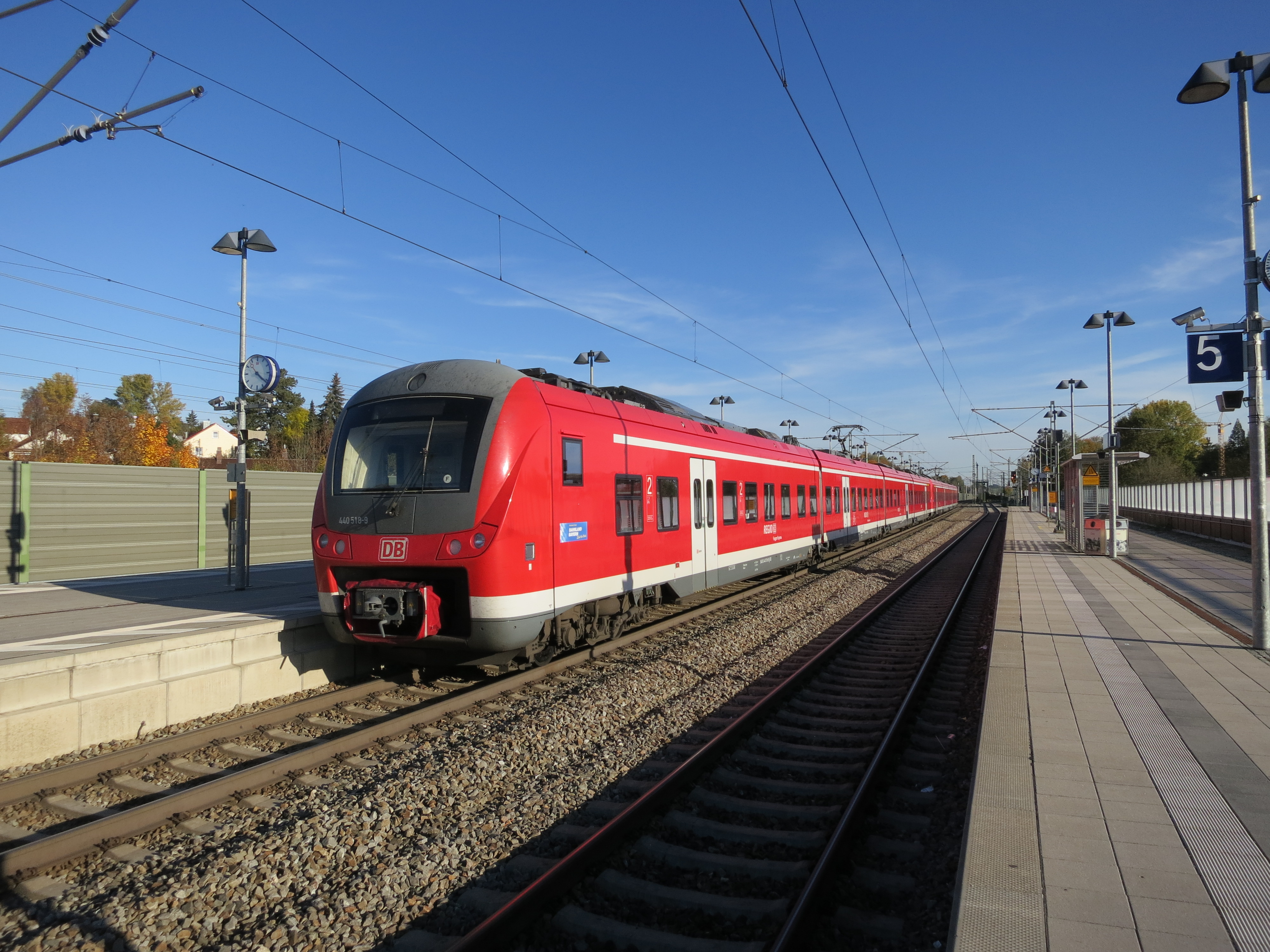
Baureihe 440 als RE nach München Hbf

Der Bahnhof Mering liegt im Tarifgebiet des Augsburger Verkehrsverbundes (AVV). Seit Dezember 2022 führt Arverio Bayern den Regionalverkehr auf der Bahnstrecke München–Augsburg mit Triebwagen der Baureihe 262 und Baureihe 263 durch. Stündlich halten Regionalexpress-Züge, die von München nach Augsburg verkehren und dort zweistündlich wechselnd weiter nach Ulm bzw. Donauwörth (und von dort weiter nach Aalen bzw. Würzburg) fahren. Neben den Regionalexpress-Zügen verkehren im Stundentakt Regionalbahnen von München nach Dinkelscherben und Donauwörth mit Flügelung in Augsburg, sodass sich zwischen München und Augsburg ein Halbstundentakt ergibt.
Auf der Ammerseebahn verkehren seit Dezember 2008 Regionalzüge der Bayerischen Regiobahn (BRB), die im Stundentakt von Augsburg über Mering, Geltendorf und Weilheim nach Schongau fahren. In den Hauptverkehrszeiten gibt es einzelne Verstärkerzüge nach Geltendorf und nach Augsburg. Die Züge der Bayerischen Regiobahn werden mit Triebwagen der Bauart LINT 41 gefahren.
Alle Fernverkehrszüge durchfahren den Bahnhof ohne Halt.
| Linie             | Strecke                                                             | Strecke                                                             | Frequenz                           |
| ----------------- | ------------------------------------------------------------------- | ------------------------------------------------------------------- | ---------------------------------- |
| RE9               | München – Mering – Augsburg – Günzburg – Ulm                        | München – Mering – Augsburg – Günzburg – Ulm                        | zweistündlich                      |
| RE 80             | München – Mering – Augsburg – Donauwörth –                          | Treuchtlingen – Ansbach – Würzburg                                  | zweistündlich                      |
| RE 80             | München – Mering – Augsburg – Donauwörth –                          | Nördlingen – Aalen                                                  | zweistündlich                      |
| RB86 · RB87       | München – Mering – Augsburg –                                       | Neusäß – Gessertshausen – Dinkelscherben                            | stündlich                          |
| RB86 · RB87       | München – Mering – Augsburg –                                       | Gersthofen – Meitingen – Mertingen – Donauwörth                     | stündlich                          |
| RB67              | Augsburg-Oberhausen – Augsburg – Mering – Geltendorf – Weilheim     | Augsburg-Oberhausen – Augsburg – Mering – Geltendorf – Weilheim     | stündlich                          |
| RB67              | (Augsburg-Oberhausen –) Augsburg – Mering (– Geltendorf – Schongau) | (Augsburg-Oberhausen –) Augsburg – Mering (– Geltendorf – Schongau) | stündlich in der Hauptverkehrszeit |
| 11. Dezember 2022 |                                                                     |                                                                     |                                    |

### Güterverkehr
Der örtliche Güterverkehr spielte in Mering lange Zeit eine wichtige Rolle. Bis in die 1980er Jahre war für den Güterverkehr eine eigene Kleindiesellokomotive der Bauart Köf III stationiert. Mit der Kleinlok wurde neben Rangierarbeiten im Bahnhof der Zuckerrübentransport auf der Ammerseebahn durchgeführt. Die beladenen Güterwagen aus Schmiechen, Egling, Walleshausen und Kaltenberg wurden im Bahnhof Mering zu langen Ganzzügen nach Rain zusammengestellt, wofür ein eigenes Zuckerrübenladegleis existierte. Daneben wurden auch weitere landwirtschaftliche Produkte und Vieh in Mering verladen. In den 1980er und 1990er Jahren ging der Güterverkehr in Mering immer weiter zurück und wurde eingestellt. Heute findet am Bahnhof Mering kein Güterverkehr mehr statt.